# Главное здание Центрального ленинградского яхт-клуба
Главное здание Центрального ленинградского яхт-клуба — здание в стиле советского модернизма, памятник архитектуры (выявленный с 2022 года, региональный с 2023 года). Расположен в Петроградском районе Санкт-Петербурга, современный адрес дома — Петровская коса, дом 9, литера К.
Здание построено в 1969—1980 годах архитекторами В. Масловым, Г. Морозовым, А. Белявской, О. Курбатовым, Б. Миронковым и инженерами А. Морозовым, Б. Неофитовым, Л. Бейлин, Б. Беловым.
В 1960-х годах в рамках создания Морского фасада Ленинграда на стрелке Петровского острова планировалось строительство небоскрёба, но в итоге расширили и озеленили территорию, на которой с 1930-х годов развивался основанный в 1860 году Санкт-Петербургский речной яхт-клуб, позднее Центральный яхт-клуб профсоюзов. По сторонам главной аллеи были сделаны эллинги, мастерские и учебно-тренировочный центр, берег облицевали гранитом, создали три гавани — по центру защищённую от волн дугообразным молом «парадную», с северной стороны — учебную, с юга — рабочую (она же «ковш»).
Здание было построено к Олимпиаде 1980 года — соревнования по яхтенному спорту шли в Таллине, но на стадионе имени Кирова проходили отборочные футбольные матчи, поэтому обустройство коснулось прилегающих территорий. Трёхэтажное сооружение кристаллической формы (спроектированное в 1966 году) площадью 39×39 м построили у парадной гавани. Треугольники на фасаде перекликаются с формой парусов яхт, но они не декоративны по функции: на тот период наиболее прогрессивным методом считалось создание пространственных конструкций из диагонально смонтированных стержней, что давало жёсткую структуру и небольшой расход материала. Каркас яхт-клуба — реализованный фрагмент «Города-матрицы» Стэнли Тайгермана, он состоит из стержневых пространственных пирамид с основанием 3х3 метра и высотой в 3,5 метра. Стержни, направленные по косой вверх, несут перекрытия из сборно-замоноличенных кессонов. Третий этаж снаружи ограждён лёгкими навесными панелями, облицованными алюминием. В проекте предполагалось наклонное остекление, но архитекторам пришлось пойти на компромисс со строителями и лишь отделить внутреннее пространство от террас стеклянными прямо стоящими стенками, хотя Георгий Морозов, возглавивший проект в 1978 году после смерти Маслова, отмечал, что от этого «значительно пострадал эстетический эффект».
Большая часть второго и третьего этажа занята конференц-залом с обходной галереей и верхним светом, также в здании были сделаны клубы для отдыха, бильярдная, кают-компания и кафе-бар; в постсоветское время к зданию был пристроен объём ресторана.
C 2020 года на территории яхт-клуба площадью 5 га установлен охранный статус «зона зелёных насаждений общего пользования», «что снизило привлекательность освоения Петровской косы», хотя «в случае изменения генплана … может быть реализован проект, включающий в себя и … жилую застройку». В 2021—2023 году территория была передана инвестору, но возвращена государству по решению суда в том числе за сдачу в аренду помещений под непрофильные виды деятельности; в новостях отмечалась прецедентность подобной ситуации «изгнания инвестора [по] не совсем убедительной трактовке законодательства».